# Pridvorci (Trebinje)
Pridvorci är en ort i Bosnien och Hercegovina. Den ligger i entiteten Republika Srpska, i den södra delen av landet, 130 km söder om huvudstaden Sarajevo. Pridvorci ligger 288 meter över havet och antalet invånare är 745.
Terrängen runt Pridvorci är huvudsakligen kuperad, men västerut är den platt. Pridvorci ligger nere i en dal. Närmaste större samhälle är Trebinje, 2,0 km nordost om Pridvorci.
Trakten runt Pridvorci består i huvudsak av gräsmarker. Runt Pridvorci är det ganska tätbefolkat, med 67 invånare per kvadratkilometer.